# Bois-Herpin
Bois-Herpin település Franciaországban, Essonne megyében. Lakosainak száma 83 fő (2022. január 1.). Bois-Herpin La Forêt-Sainte-Croix, Roinvilliers, Abbéville-la-Rivière, Marolles-en-Beauce, Mespuits és Puiselet-le-Marais községekkel határos.

## Népesség
A település népességének változása:
| Lakosok száma | 76   | 75   | 77   | 79   | 80   | 81   | 82   | 83   |
|               | 2013 | 2015 | 2017 | 2018 | 2019 | 2020 | 2021 | 2022 |